# Zbigniew Antoni Kruszewski
Zbigniew Antoni Kruszewski (ur. 27 czerwca 1928 w Warszawie) – polski politolog, filozof, profesor nauk politycznych, publicysta naukowy, działacz polonijny, społeczny i na rzecz praw człowieka, powstaniec warszawski.

## Życiorys

### Młodość i okres II wojny światowej
Syn Tadeusza i Ireny z Grabowskich, wnuk esperantysty Antoniego Grabowskiego. Podczas II wojny światowej uczęszczał na tajne komplety Gimnazjum im. Tadeusza Czackiego w Warszawie. Mieszkał przy ul. Długiej 25 m. 1.  
W 1943 wstąpił do Szarych Szeregów, gdzie przyjął pseudonim „Jowisz” i pełnił funkcję hufcowego. Uczestniczył w małym sabotażu i akcjach szkół bojowych, a także realizował zadania zwiadowcze. Był dowódcą drużyny obserwującej ruchy wojsk niemieckich na linii wschód-zachód. Przeszedł szkołę podoficerską. W maju 1944 roku jako instruktor „Zawiszy” został zaprzysiężony na rotę Armii Krajowej. Po wybuchu powstania warszawskiego walczył w Śródmieściu, w plutonie 112, od 1 do 7 sierpnia 1944 Grupa Bojowa "Krybar" -  ul. Smulikowskiego, a następnie został przeniesiony do Głównej Kwatery Szarych Szeregów „Pasieki”, gdzie powierzono mu organizację poczty polowej. Aresztowany przez Gestapo w Wilanowie, w drodze do Milanówka, zbiegł podczas transportu i przedostał się na Mokotów, skąd przeniósł meldunki na Siekierki i Sadybę. Po powrocie do Śródmieścia Południowego został awansowany do stopnia kaprala i przydzielony do kompanii dowodzonej przez por. Kazimierza Leskiego ps. „Bradl” na odcinek „Sławbor” batalionu „Miłosz”. Był łącznikiem Komendy Głównej Armii Krajowej, z meldunkami przedzierał się kanałami. Ciężko ranny 20 września w rejonie Frascati. Przeszedł szlak bojowy Powiśle - Śródmieście - Mokotów - Sadyba - Śródmieście Południe.  
Po upadku walk powstańczych opuścił Warszawę wraz z 72 Pułkiem Piechoty Armii Krajowej wchodzącym w skład 28 Dywizji Piechoty AK im. Stefana Okrzei. Z Ożarowa Mazowieckiego został przetransportowany do Stalagu X B w Sandbostel, gdzie pracował w trudnych warunkach w kopalni torfu. Po wyzwoleniu przez wojska kanadyjskie wchodzące w skład 2 Armii Brytyjskiej przedostał się do Holandii, gdzie wstąpił do 1 Dywizji Pancernej Polskich Sił Zbrojnych dowodzonej przez gen. Stanisława Maczka. Następnie przez Francję przedostał się do Włoch, gdzie został przyjęty do 2 Korpusu Polskiego i przydzielony do 12 Pułku Ułanów Podolskich. Jednocześnie pobierał nauki w liceum w Matino.

### Emigracja i kariera naukowa
Po demobilizacji podjął decyzję o pozostaniu na emigracji, wyjechał do Londynu, gdzie należał do Polskiego Korpusu Przysposobienia i Rozmieszczenia. Następnie pracował fizycznie i studiował w Wyższej Szkole Nauk Politycznych. 
Po wojnie studiował m.in. w Polskim Kolegium Uniwersyteckim w Londynie oraz w Polskim Uniwersytecie na Obczyźnie. W 1952 wyjechał z Wielkiej Brytanii do Stanów Zjednoczonych. W 1957 uzyskał amerykańskie obywatelstwo. Studiował na Wydziale Stosunków Międzynarodowych w Northwestern University, a następnie na University of Chicago, gdzie uzyskał stopień doktora filozofii na podstawie pracy o powojennej zmianie polskich granic. Pracował naukowo na Uniwersytecie Stanu Nowy Jork. Od 1968 przez dwa lata był asystentem profesora na Wydziale Stosunków Międzynarodowych University of Texas w El Paso, następnie do 1972 był starszym wykładowcą na tej uczelni. W 1972 uzyskał tytuł profesora zwyczajnego nauk politycznych.  
Jest członkiem Polskiego Towarzystwa Naukowego na Obczyźnie. Angażuje się we wspieranie polskich inicjatyw naukowych, zarówno w kraju, jak i na obczyźnie. Ufundował katedrę Polish Studies na Uniwersytecie w Chicago, a także był inspiratorem i fundatorem licznych stypendiów dla Polaków w uniwersytetach amerykańskich, w tym w jego macierzystym Uniwersytecie Teksaskim w El Paso. Jest stałym profesorem wizytującym w Studium Europy Wschodniej Wydziału Orientalistycznego Uniwersytetu Warszawskiego. Prowadzi wykłady i seminaria, przede wszystkim na Wschodniej Szkole Letniej UW. Uczestniczy też w objazdach naukowych Studium na Wschód. Po 1990 przez wiele lat z ramienia Smithsonian Institution organizował w Polsce i krajach Europy Wschodniej objazdowe seminaria dla amerykańskich intelektualistów i polityków.  
Kierował Programem Studiów Sowietologicznych i Wschodnioeuropejskich w USA, był dyrektorem Centrum Południowo-Zachodnich Studiów Etnicznych.  
Jego działalność naukowa w zakresie politologii wiąże się przede wszystkim z tzw. studiami pogranicza, zajmuje się problematyką granic i terenów przygranicznych. Na opracowanie monografii powojennej granicy polsko-niemieckiej, zatytułowanej The Oder-Neisse Boundary and Poland's Modernization: the Socioeconomic and Political Impact (Granica na Odrze i Nysie i modernizacja Polski: oddziaływanie socjoekonomiczne i polityczne), otrzymał w USA stypendium, dzięki któremu w 1959 r., pierwszy raz po wojnie, przyjechał do Polski. Zbierając materiały do książki był wówczas m.in. w Siekierkach, Szczecinie i Świnoujściu i badał polsko-niemiecką granicę na Odrze i Nysie. 
Jest założycielem międzynarodowego Towarzystwa Badań nad Pograniczami (Association for Borderline Studies), które rozpoczęło swą działalność w El Paso. Podczas swojej kariery naukowej wykształcił ponad 15.000 studentów. Jako gościnny wykładowca pracował m.in. w London School of Economics and Political Science, na uczelniach japońskich, brazylijskich, litewskich, białoruskich, rosyjskich, ukraińskich, węgierskich, rumuńskich. Był wykładowcą w Kwaterze NATO i Niemieckim Federalnym Instytucie Studiów Wschodnich i Międzynarodowych. Jako profesor gościnny wykładał na Katolickim Uniwersytecie Lubelskim.   

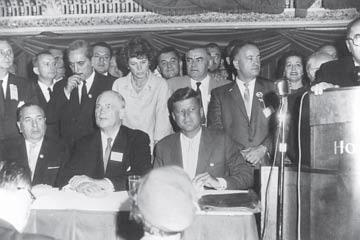
Rok 1960: V Konwencja KPA w Chicago. Od lewej: burmistrz Chicago Richard J. Daley, prezes KPA Karol Rozmarek, kandydat na prezydenta USA z ramienia Partii Demokratycznej John F. Kennedy – centralnie za Kennedym w jasnej marynarce – Zbigniew Antoni Kruszewski

### Działalność publiczna i społeczna
Zaangażował się w działalność społeczno-polityczną w ramach Polskiego Ruchu Wolnościowego Niepodległość i Demokracja. 
Na przestrzeni lat stale angażował się w działalność na rzecz Polonii amerykańskiej, praw mniejszości oraz praw człowieka w Stanach Zjednoczonych, a także w działalność kombatancką w Polsce. Działał na rzecz obrony praw czarnoskórych, a także praw obywatelskich amerykańskich Meksykanów w El Paso. Był inicjatorem i współtwórcą powstania Muzeum Holocaustu w El Paso. Pełnił również funkcję dyrektora tej placówki. 
Od 1952 jest działaczem Kongresu Polonii Amerykańskiej. Przez pewien czas pełnił funkcję wiceprezesa organizacji. Pełnił funkcję prezesa Ogólnoamerykańskiego Związku Studentów Polskich w Stanach Zjednoczonych oraz sekretarza Komitetu Politycznego Kongresu Polonii w stanie Illinois. Jako znający język polski i angielski zajmował się również tłumaczeniami. Działał ponadto w harcerstwie polskim w USA.
We wrześniu 1995, jako powstaniec warszawski i wiceprezes KPA, spotkał się w Klubie 13 Muz na otwartej, historycznej debacie z Philippem von Bismarckiem, w czasie wojny oficerem Wehrmachtu, a wówczas znanym politykiem CDU i przewodniczącym Ziomkostwa Pomorzan. Dzięki jego wieloletniemu zaangażowaniu zbiory muzeum w Peenemünde zostały uzupełnione o dokumenty upamiętniające los robotników przymusowych i działalność wywiadu AK. Swoje wspomnienia zdeponował w zbiorach Muzeum Powstania Warszawskiego. 
Był prezesem zarządu orkiestry symfonicznej miasta El Paso. Współtworzył Fundację Instytut Armii Krajowej w Lublinie. Jest członkiem rady fundatorów Kasy im. Józefa Mianowskiego – Fundacji Popierania Nauki, a także członkiem Polskiego Związku Filatelistów. 

## Publikacje
Autor licznych prac naukowych o granicach, regionach granicznych i problemach etnicznych. Szczególnie ważna w jego dorobku jest pierwsza w języku angielskim monografia powojennej granicy polsko-niemieckiej, zatytułowana The Oder-Neisse Boundary and Poland's Modernization: the Socioeconomic and Political Impact (Granica na Odrze i Nysie i modernizacja Polski: oddziaływanie socjoekonomiczne i polityczne), wydana w 1972 w USA. 
W 1972 opublikował swój doktorat zatytułowany Oder-Neisse Boundary and Poland’s Modernization: the Socio- Economic and Political Impact (Praeger Publishers, Nowy Jork 1972). W 1972 monografię zbiorową Chicanos and Native Americans: the Territorial Minorties, pod red. własną i innych (Engelwood Clifs 1973). W 1982 pracę zbiorową Politics and Society in the Southwest: Ethnicity and Chicano Pluralism (Boulder Colorado 1982). W 2009 prace zbiorową Human Rights along the U.S.-Mexican Border: Gender Violens and Insecurity (Tucson 2009). W 2013 pracę zbiorową War that Can’t be Won: Binational Perspectives on the War on Drugs (Tucson 2013). Wśród licznych arytkułów są m.in. Poles in the Newly Independent States of Lithuania, Belarus and Ukraine (MacMillan Press 1998) i w rozszerzonej wersji Poles in the Newly Independent States of Lithuania, Belarus and Ukraine: A Case Study of Inherited Past and Uncertain Future (Boulder 1998). 
Swój księgozbiór politologiczny przekazał Bibliotece Głównej Uniwersytetu Szczecińskiego.  

## Życie prywatne
Jego ojciec Tadeusz Kruszewski zmarł, kiedy Zbigniew miał dwa lata. Matka Irena z Grabowskich była nauczycielką w Szkole Powszechnej nr 80 w Warszawie, zginęła w obozie koncentracyjnym w Ravensbrück. Starszy brat Zbigniewa, Janusz Kruszewski ps. „Drut” (1924–1970), w powstaniu warszawskim był żołnierzem pułku "Baszta". Jego żona June Maria Sadowska-Kruszewska zmarła w 2015 roku. Pasjonuje się muzyką klasyczną. Zamieszkał w El Paso, gdzie powołał Fundusz Rodziny Kruszewskich.

## W kulturze
Jego postaci i dokonaniom poświęcona została książka prof. Beaty Halickiej z Uniwersytetu Adama Mickiewicza w Poznaniu pt. Życie na pograniczach. Zbigniew Anthony Kruszewski., Biografia (Warszawa 2019). Wydanie angielskie: Life in the Borderlands. Z. Anthony Kruszewski. A Biography (Leiden 2021). 

## Odznaczenia i nagrody
- Krzyż Orderu Krzyża Niepodległości: 2015[10]
- Krzyż Komandorski Orderu Zasługi Rzeczypospolitej Polskiej: 2019[11]
- Złota Odznaka Honorowa Gryfa Zachodniopomorskiego: 2016[12]
- Medal Za Zasługi dla Miasta Szczecina: 2018[13]
- Krzyż Armii Krajowej[14]
- Nagroda TVP Polonia „Za zasługi dla Polski i Polaków poza granicami kraju”: 2024[15]